# Gerard Ouweneel
Gerard Leendert Ouweneel (Rotterdam, 3 juni 1937) is een Nederlandse vogelkenner annex vogelbeschermer, reisleider, columnist en publicist. Sinds zijn vroege tienerjaren bestudeert Ouweneel vogels, in eerste instantie in de omgeving van Rotterdam, later in heel Nederland, Europa en daarbuiten.

## Publicaties
In de jaren vijftig begon Ouweneel over vogels en landschappen te publiceren. Zijn eerste publicatie, in 1956, was een bijdrage aan Wiek en Sneb, de voorganger van het tijdschrift Het Vogeljaar. Vele honderden artikelen zouden volgen, in tijdschriften als Limosa, Dutch Birding, Lepelaar/Vogels, Het Vogeljaar, De Takkeling, De Skor, Natura, Ardea, Grasduinen, De Levende Natuur, Natuur en Landschap, In Vogelvlucht, British Birds, het Bulletin of the African Bird Club, Birding Asia en in het Goose Bulletin. Voorts schrijft hij sinds eind jaren tachtig columns over belevenissen van en met vogelaars. Deze columns zijn gebundeld in diverse boeken (zie bibliografie). Ouweneel schreef veel over het vogeleiland 'De Beer' bij Hoek van Holland. Hij was co-auteur van o.a. De vogels van de Hoeksche Waard (1992), Vogellogboek van de Twintigste Eeuw (2000), Tussen Haringvliet en Grevelingen (2004), Kreken van de Hoeksche Waard (2006) en Een eeuw vogels beschermen (2007). Voor diverse vogeltijdschriften recenseerde Ouweneel boeken.

## Overige activiteiten
Ouweneel was vijftien jaar lang redacteur van het tijdschrift De Lepelaar (later Vogels) van de Vogelbescherming Nederland (1976-1991). Namens Vogelbescherming had hij zitting in de Nederlandse sectie van de International Council for Bird Preservation (ICBP, voorloper van BirdLife International, 1978-1992) en was hij bestuurslid van de European Committee for the Preservation of Mass Destruction of Migratory Birds. Vervolgens was hij bestuurslid van de Heimans en Thijsse Stichting. In 1993 was hij medeoprichter van de Stichting Vogelreizen, waarvan hij jarenlang voorzitter was en waarvoor hij ook actief was als reisleider. Dan was Ouweneel jarenlang lid van de Ledenraad van SOVON Vogelonderzoek Nederland en van Vogelbescherming Nederland. Van 2004 tot en met 2012 was hij bestuurslid van de Nederlandse Ornithologische Unie. In 2005 was Ouweneel medeoprichter van de Stichting Werkgroep Grauwe Kiekendief, waarvan hij ook enkele jaren bestuurslid was. Sinds 2010 is hij bestuurslid van de Goose Specialist Working Group. Naast zijn vogel(beschermings)activiteiten had Ouweneel een carrière bij oliemaatschappij Total.

## Privéleven
Gerard Ouweneel is getrouwd en heeft twee kinderen.

## Vernoeming
Een van de vijf opgespoten vogeleilanden bij de Ventjagersplaten in het Haringvliet is vernoemd naar Ouweneel en heet 'Ouweneel eiland'.